# Cécilia L

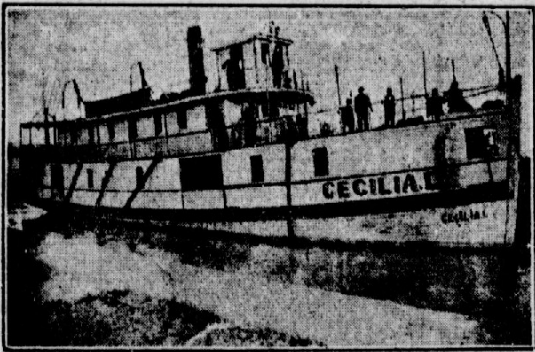
Cécilia L

Le SS Cécilia L. était un bateau à vapeur commercial construit en 1910 par Monsieur Pouliot de Salaberry-de-Valleyfield (Québec) et lancé la même année.
Il appartenait à l'entreprise E. Leduc et Compagnie de Salaberry-de-Valleyfield que celle-ci avait acquis pour la somme de 7 800 $. Le navire était destiné au transport commercial et passager entre le port de Montréal et Lancaster, empruntant le canal Lachine, le lac Saint-Louis, le canal de Soulanges et le lac Saint-François. Il effectuait la navette sur le fleuve Saint-Laurent au Québec pour approvisionner les villages de Pointe-des-Cascades, Les Cèdres, Coteau-du-Lac, Coteau-Landing (maintenant Les Coteaux) et Salaberry-de-Valleyfield d'avril à novembre.

## Le navire
Le bateau à vapeur était pourvu de trois ponts avec la timonerie sur la cabine des passagers sur laquelle se trouvaient aussi trois canots de sauvetage. Le Cécilia L. était un caboteur de 192 tonnes de jauge brute dont le moteur pouvait développer 46 chevaux à 110 livres par pouce carré de pression. Il possédait une superstructure haute et traditionnelle pouvant donner prise au vent. Il détenait le certificat de navigabilité no 130420 émis par des autorités fédérales le 10 mai 1912, lui permettant le transport de quarante passagers. Il était pourvu de 210 ceintures de sauvetage.

## Le naufrage
Le vendredi 1er novembre 1912 à 12 h 45, jour du naufrage, le navire quitte son quai du port de Montréal en route pour le canal Lachine avec 6 membres de l'équipage et 9 passagers qui s'installent dans le salon des passagers où ils peuvent écouter le piano et se nourrir. Il transporte également une cargaison estimée à 22 000 $. Le vent souffle légèrement. Il arrive au port de Lachine 90 minutes plus tard et le quitte vers 14 h 30 en direction de Salaberry-de-Valleyfield. Il franchit les écluses de Lachine vers 15 h 0 en direction de sa prochaine escale, les écluses du canal de Soulanges. À ce moment, le vent souffle au sud et le temps est clair, mais avec une légère bruine.
Environ une heure plus tard, à l'entrée du lac Saint-Louis, le vent tourne du sud venant au sud-ouest. Puis, vers 17 h 0, au large de la Pointe-du-Moulin à Notre-Dame-de-l'Île-Perrot, une tempête soudaine et violente se forme, le vent se lève et devient franc nord. Malgré les efforts du capitaine et de son fils pour maintenir le cap, le capitaine perd le contrôle du Cécilia, le bateau dérive vers le côté sud du lac pour ensuite heurter le fond une première fois et chavirer dans les eaux glaciales et agitées du lac Saint-Louis. Il réussit tout de même à poursuivre sa route quelque peu et lorsque survient la catastrophe. Les vents venant de la rivière des Outaouais atteignent la puissance d'un ouragan et agitent le lac férocement. Une lame de près d'environ 7 mètres surgit de nulle part, s'abat sur lui et le soulève pour le rabattre lourdement sur une batture. Le navire s’incline rapidement et déplace la cargaison qui défonce partiellement le flanc de la coque, que l'eau envahit très rapidement. Sous la force de l’impact la cabine des passagers et la timonerie sont arrachées du navire et tombent à l’eau en emportant tous les passagers. Peu après avoir sombré dans l'eau glaciale les bouilloires du Cécilia L. explosent.

## Victimes et rescapés
Des seize personnes à bord du navire, douze y trouvent la mort. Parmi celles-ci, cinq membres d'équipage : le capitaine Emmanuel Leduc et l'ingénieur Clovis de Bellefeuille, qui sont deux des quatre copropriétaires du bateau, le chauffeur Joseph Leboeuf, l'homme de pont Albertus Hébert et la cuisinière Adéline Daoust, tous de Salaberry-de-Valleyfield.
Sept passagers périssent noyés, soit Joséphine Lafrance et Jimmy St-Marseille de Pointe-des-Cascades, Zilda de Repentigny et sa fille de 10 ans, Luce-Chérie, de Salaberry-de-Valleyfield, Aurore Leduc (11 ans) de Montréal, Alice Leroux de Montréal, et Alexina de Bellefeuille (22 ans), de Salaberry-de-Valleyfield. Plusieurs des dépouilles des victimes sont retrouvées en amont et en aval de l'île St-Bernard.
Les quatre rescapés sont retrouvés à l’île des Sœurs (île Saint-Bernard) à proximité de Châteauguay.
Le fils du capitaine et premier officier du navire, Lionel Leduc, et Alexandre Gosselin de Pointe-des-Cascades ont réussi à survivre au naufrage en parvenant à se hisser à bord d'une chaloupe de sauvetage à moitié remplie d'eau et dérivent pendant près de cinq heures avant d'être rescapés.
De leur côté deux passagers, Euclide Baillargé des Cèdres et Félix Cousineau de Coteau-du-lac s'en sont tirés grâce à une partie de la proue du navire sur laquelle on pouvait apercevoir le nom du navire.

## Liste des passagers
Les rapports et témoignages recueillis établissent officiellement à 16 le nombre de personnes qui étaient à bord du Cécilia L. au moment du naufrage. Cependant, ces mêmes rapports et journaux indiquent des noms qui ne font pas partie des listes officielles. D'ailleurs, il n'y a pas de liste de passagers lorsque ceux-ci achètent leur billet et montent à bord à Montréal.
- Euclide Baillargé, 55 ans, (J. Baillargé), des Cèdres
- Félix Cousineau, 49 ans, de Coteau-du-lac, passager
- Adéline Daoust, 68 ans, (Madame Maxime Michaud ou Adéline Daoust Michaud) cuisinière, de Salaberry-de-Valleyfield
- Alexina de Bellefeuille, 22 ans, sœur de Clovis de Bellefeuille, de Salaberry-de-Valleyfield
- Clovis de Bellefeuille, 43 ans, ingénieur et copropriétaire du navire, de Salaberry-de-Valleyfield
- Luce-Chérie de Repentigny, 10 ans, (Pulcherie De Repentigny) de Salaberry-de-Valleyfield
- Zilda de Repentigny (Exilda Bissonnette, Exilda De Repentigny ou J. De Repentigny), de Salaberry-de-Valleyfield
- Alexandre Gosselin, 35 ans, pilote, de Pointe-des-Cascades
- Albertus Hébert, 42 ans, homme de pont, matelot, de Salaberry-de-Valleyfield
- Joséphine Lafrance, 43 ans, (Joséphine St-Marcel ou Joséphine St-Marseille), de Pointes-des-Cascades
- Joseph Leboeuf, 35 ans, chauffeur du bateau, de Salaberry-de-Valleyfield
- Aurore Leduc, 11 ans, de Salaberry-de-Valleyfield
- Emmanuel Leduc, 61 ans, capitaine et copropriétaire du navire, de Salaberry-de-Valleyfield
- Lionel Leduc, 29 ans, fils du capitaine, premier officier et copropriétaire du navire, de Salaberry-de-Valleyfield
- M. Leduc, fille de Georges Leduc, de Valleyfield (non officiel)
- Alice Leroux, 29 ans, (Valérie Valois ou Alice Leroux Valois) de Montréal
- Jimmy St-Marseille, (Jacques St-Marseille ou Jimmy St-Marcel), 17 ans, fils de Joséphine Lafrance, de Pointe-des-Cascades

- Équipage et passagers du SS « Cécilia L. » le jour du naufrage, vendredi 1er novembre 1912

Équipage et passagers du SS « Cécilia L. » le jour du naufrage, vendredi 1 novembre 1912
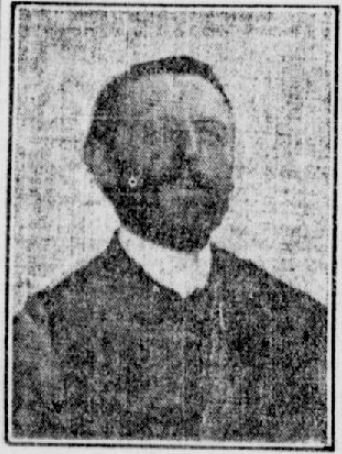
Euclide Baillargé
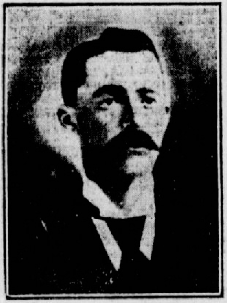
Clovis De Bellefeuille
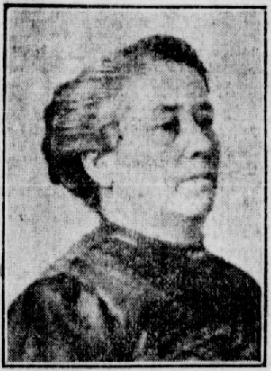
Exilda De Repentigny
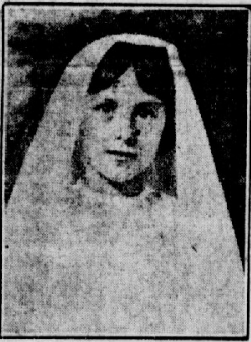
Luce-Chérie De Repentigny
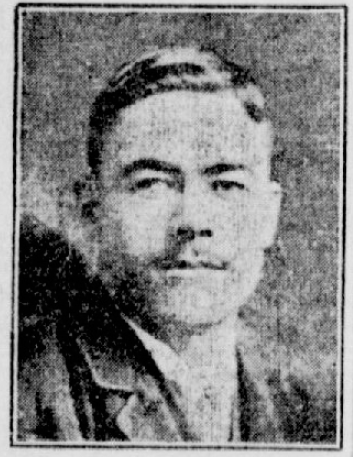
Albert Hébert
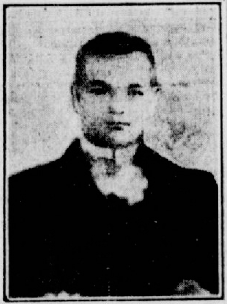
Joseph Leboeuf
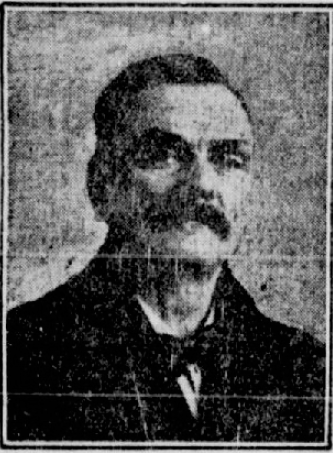
Emmanuel Leduc
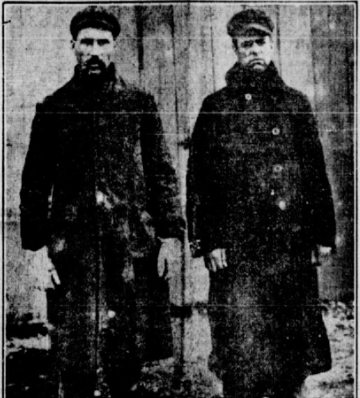
Alexandre Gosselin et Lionel Leduc
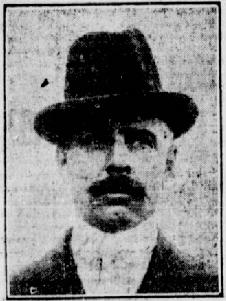
Alexandre Léonard

## Cargaison
Au moment du naufrage la cargaison du Cecilia L. avait 10 à 20 tonnes de marchandises dont la machinerie lourde destinée à des entreprises de Salaberry-de-Valleyfield.
Il y avait aussi : 100 caisses de gin De Kuyper, 200 boîtes de nourriture en conserve (tomates, maïs, etc.), 2 000 pieds de planche de pin, 10 sacs de farine, 10 caisses d'œufs, 2 caisses de bière, 2 sacs de sucre, 50 tuyaux de 1" × 25', 2 barils d'huile et des barils de mélasse.

## L'épave retrouvée
Quelques jours après le naufrage, un entrepreneur s'est engagé à renflouer le Cécilia L. Les efforts ont été de courte durée en raison des mauvaises conditions. Ce n’est qu’en 1976 qu’une dizaine de plongeurs entreprennent des recherches afin de repérer l’épave. Leurs tentatives portent leurs fruits lorsque madame Claire Poirier, la seule femme plongeuse de l’équipe, découvre la coque complète du navire. Il faudra cependant attendre encore une vingtaine d'années, soit en 1995, pour que des plongeurs, sous la direction de Jean-Pierre Poirier de la Société de recherches historiques de Pointe-des-Cascades, finissent par localiser l'épave et parviennent à remonter des artéfacts. Parmi ceux qui sont ramenés à la surface on compte : la pompe à eau du navire, des sacs de farine fossilisée, des lampes, de la vaisselle, une bouilloire, un fer à repasser, des chaussures de cuir, une horloge de cuisine, de même que des bouteilles de gin destinées aux hôtels de la région et le cadran du capitaine Emmanuel Leduc.

## Personnalités liées
- J. Albert Leduc, "Battleship" (1902-1990), joueur de hockey sur glace pour le Club de hockey Canadiens de Montréal, neveu du capitaine Emmanuel Leduc et cousin de Lionel Leduc.

## Commémorations

### Mémorial du SSCécilia L.

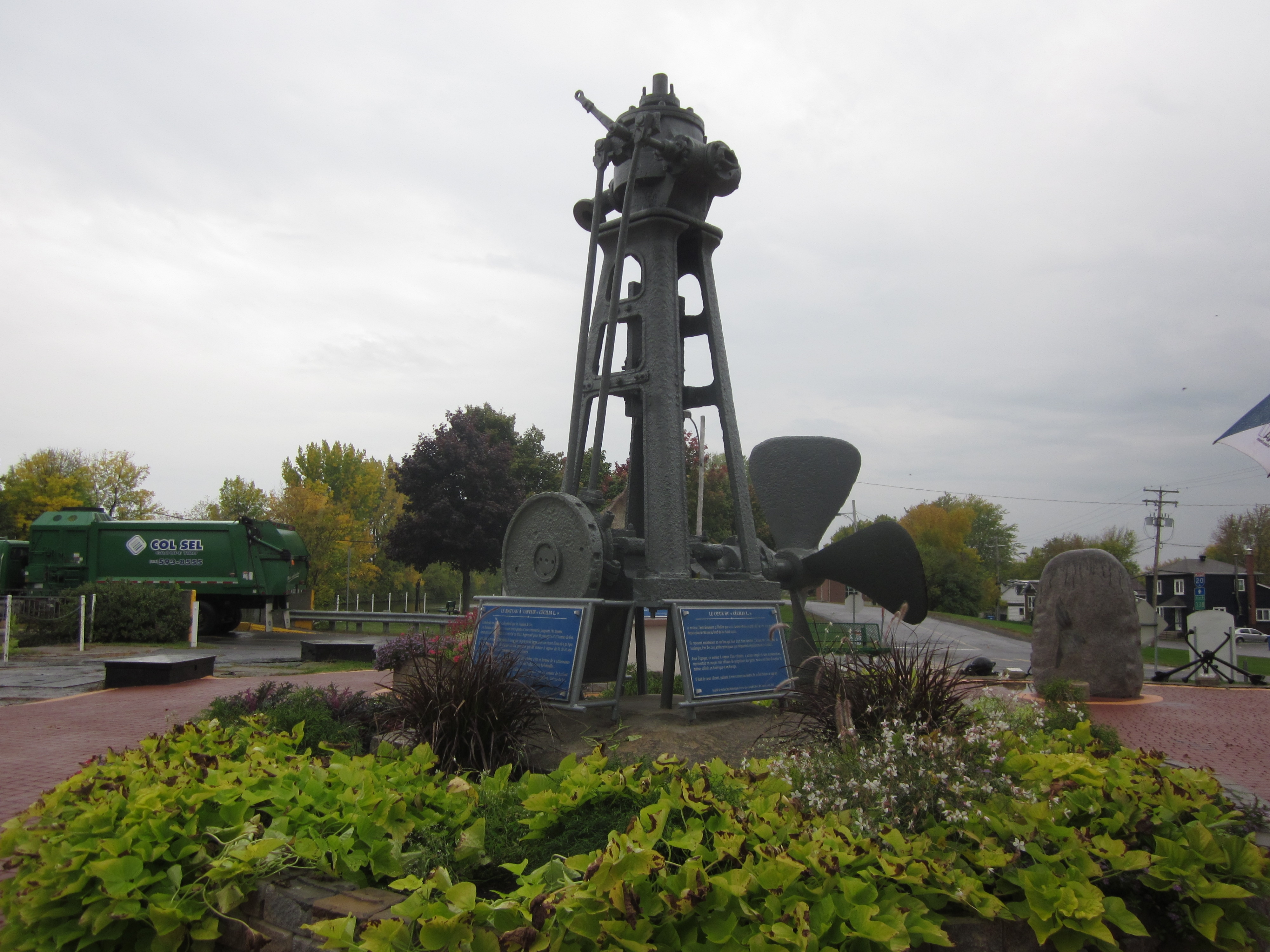
Cécilia L. : moteur, entrainement et hélice

En août 2012, pour marquer le centenaire du naufrage, le parc des ancres de Pointe-des-Cascades a inauguré un monument à la mémoire des naufragés. Le moteur, l'entrainement et l'hélice ont été sortis des profondeurs du lac Saint-Louis. Cette pièce centrale du navire est maintenant exposée à l'écluse numéro 3 du canal de Soulanges, l'un des cinq arrêts principaux fréquentés par le Cécilia L.

### Exposition
Pour commémorer le naufrage du SS Cécilia, le Musée régional de Vaudreuil-Soulanges a préparé et tenu une exposition proposant à ses visiteurs le thème : le naufrage du Cécilia L. - Fragment de notre mémoire collective, présentée du 11 février au 21 décembre 2012. L'exposition relatait la tragédie et dressait un portrait de la navigation à cette époque, de même que les recherches menées depuis 1995 par la Société de recherches historiques de Pointe-des-Cascades pour retrouver l'épave.